# جورج بلاك (سياسي نيوزيلندي)
جورج بلاك (بالإنجليزية: George Black)‏ هو سياسي نيوزيلندي، ولد في 1904 في Reefton ‏ في نيوزيلندا، وتوفي في 17 أكتوبر 1932 في Mākara ‏ في نيوزيلندا بسبب تسمم بالسيانيد. نشط حزبياً في United Party (New Zealand) ‏. وقد انتخب عضو مجلس النواب النيوزيلندي.